# Trittico del Carro di fieno

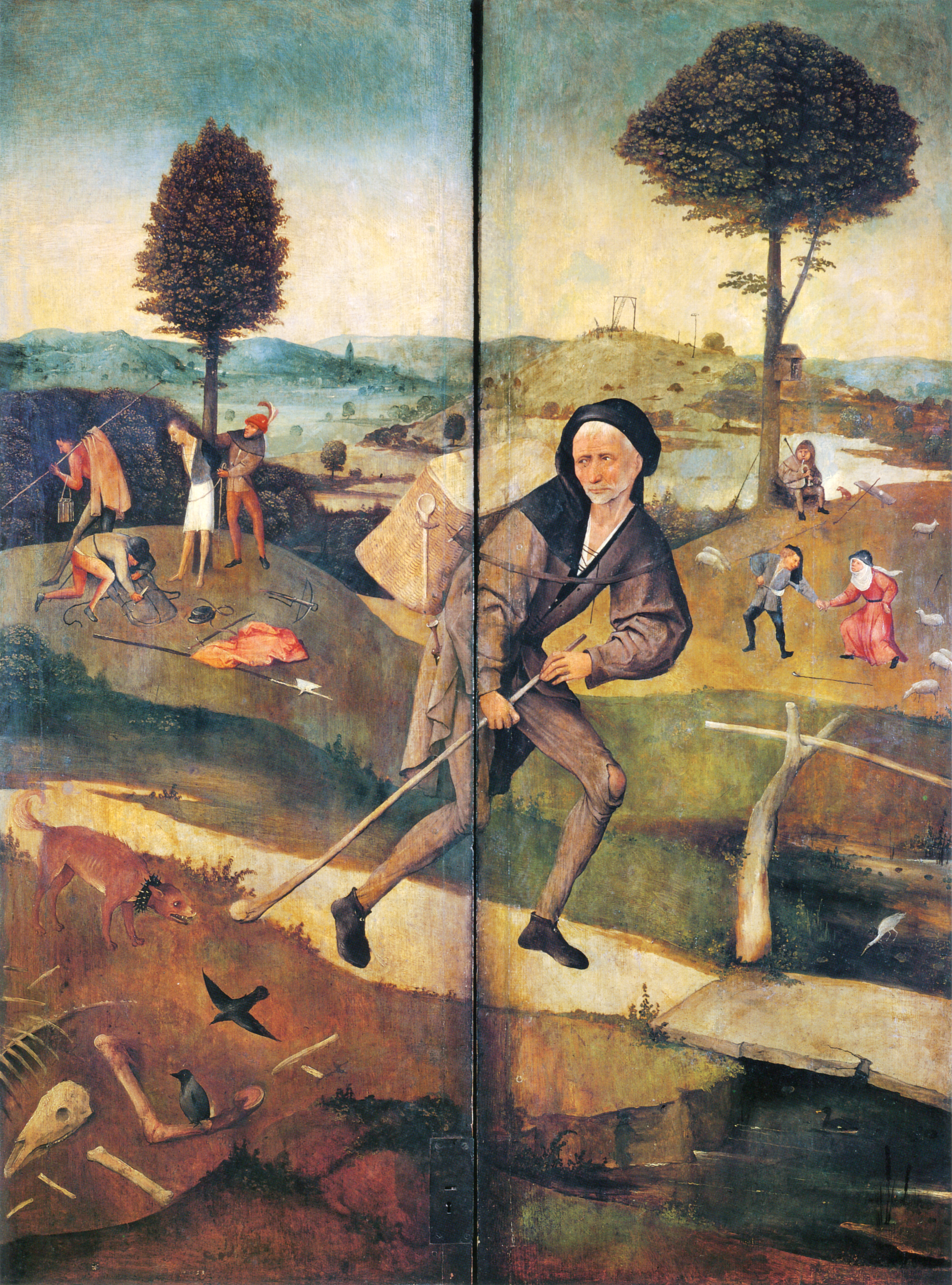
Il Trittico chiuso

Il Trittico del Carro di fieno è un dipinto a olio su tavola (135x200 cm aperto) di Hieronymus Bosch, databile al 1516 circa e conservato nel Museo del Prado di Madrid. È firmato nel pannello centrale "Jheronimus Bosch".

## Storia
Il trittico faceva parte di un gruppo di sei dipinti acquistati nel 1570 da Filippo II di Spagna e inviati nel 1574 al monastero dell'Escorial. In epoca imprecisata ne venne tratta una copia, che si trova ancora al monastero, mentre gli originali venivano trasportati alla Casa del Campo, dove vennero visti da A. Ponz (Viaje, 1772-1794) e da Ceán Bermúdes (1800). Entrati nella collezione del marchese di Salamanca, vennero poi smembrati: il pannello centrale venne acquistato nel 1848 da Isabella II e portato ad Aranjuez, quello di destra tornò all'Escorial e quello sinistro finì al Prado. Nel 1914 il trittico venne infine ricomposto nel museo madrileno.
Sebbene danneggiata da puliture grossolane, l'opera è considerata autografa dalla maggior parte della critica. La datazione è, come al solito nelle opere di Bosch, molto controversa. Per Baldass (1917) era riferibile a una fase tarda, verso il 1510, mentre Tolnay (1937, 1965) e Larsen (1998) la anticipavano leggermente. In seguito anche Baldass rivide la sua posizione, spostando la cronologia al 1500-1502, periodo accolto anche dalla Cinotti. In realtà l'analisi dendrocronologica ha smentito queste ipotesi, datando il supporto al 1516, per cui l'opera dovette essere eseguita nell'ultimo anno di vita del pittore se non più tardi, da un seguace o un imitatore. Le analisi radiografiche hanno evidenziato diversi pentimenti, con differenze tra il disegno sottostante e la superficie pittorica visibile, che farebbero pensare a una versione originale, non una copia di un prototipo perduto.

## Descrizione e stile

### Trittico chiuso
Nei pannelli laterali chiusi è dipinta un'unica rappresentazione, analoga alla tavoletta del Venditore ambulante: si tratta di un personaggio che si incammina solitario mentre intorno a lui succedono vari fattacci (come la rapina di un viandante o un'impiccagione, sullo sfondo, tra simboli di peccato e di morte. L'uomo, che impugna un bastone col quale scaccia un cane rabbioso, è stato interpretato in vari modi, come vagabondo, o figliol prodigo o ancora come un ambulante.
Studi più recenti hanno appurato che si tratta di un viandante che si incammina sulla via dell'esistenza, resistendo alle lusinghe dei peccati e guardandosi dalle malvagità e dalle tentazioni (come la coppia di pastori che balla alla musica di un corno suonato da un compare, simboleggianti forse la lussuria). Si tratta quindi di un tema "stoico", avvicinabile alle teorie della devotio moderna di cui Bosch era un praticante.

### Trittico aperto

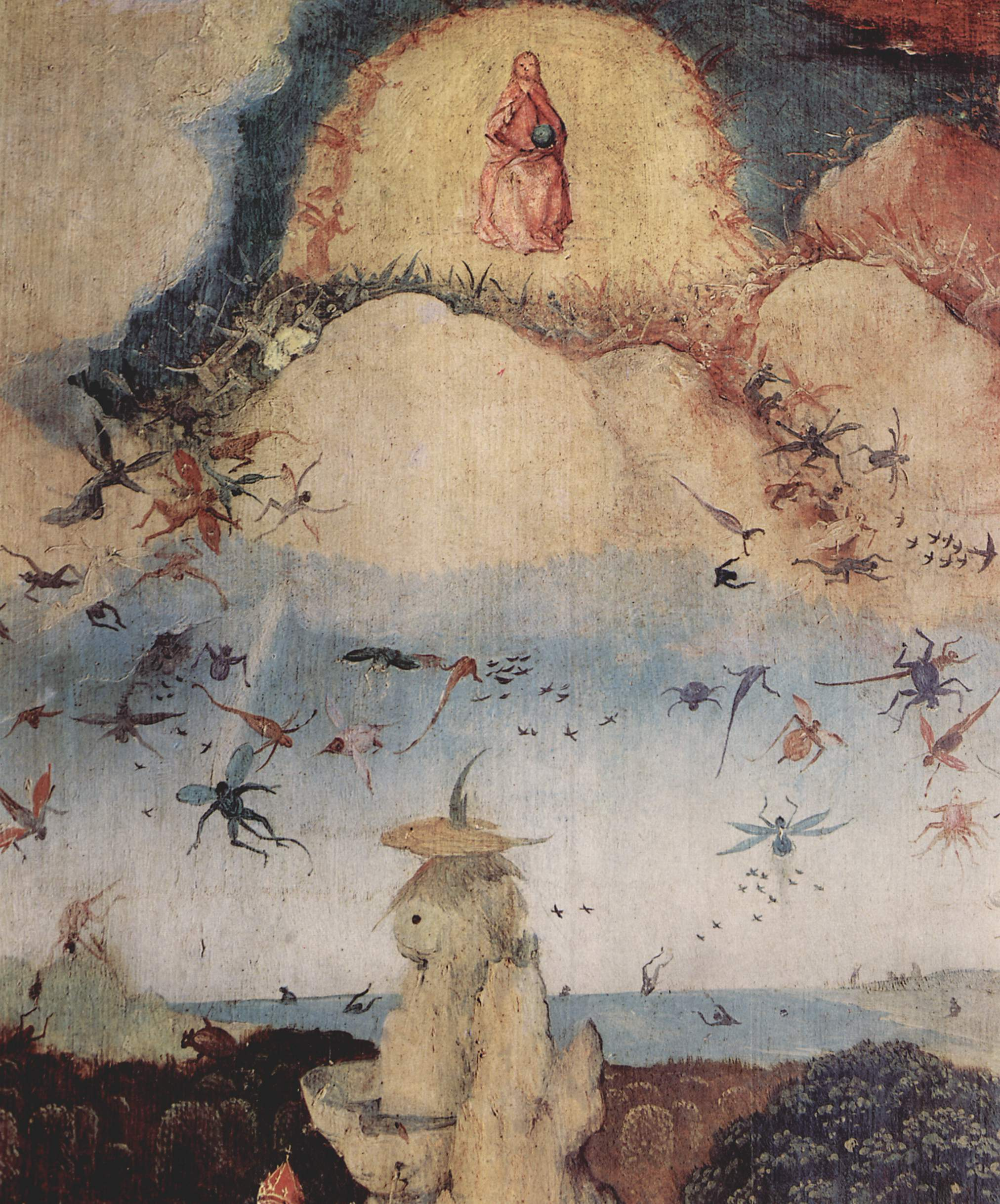
Dettaglio dell'anta sinistra: caduta degli angeli ribelli

#### Anta sinistra
Sull'anta sinistra vi sono quattro episodi distinti: in alto la caduta degli angeli ribelli, che mentre precipitano cambiano forma ed assumono l'aspetto di rospi e insetti, tema forse tratto dallo scritto Die Diersche Lucidarius, una ripresa del XIV secolo dell'Elucidanum di Anselmo, dove vengono paragonati gli angeli caduti a rospi; più in basso la creazione di Eva da una costola di Adamo; ancora più in basso e sulla destra il Peccato originale con il serpente dalla testa di donna e mani con artigli; infine la cacciata dei progenitori, dove la porta del Paradiso terrestre è coronata da una pianta irta di spine e con vari frutti, uno di questi beccato da un uccello come simbolo di lussuria, mentre il cardo è simbolo della tentazione dei sensi.
Le figure sono allungate, con profili sinuosi, che echeggiano il gotico internazionale.

#### Pannello centrale

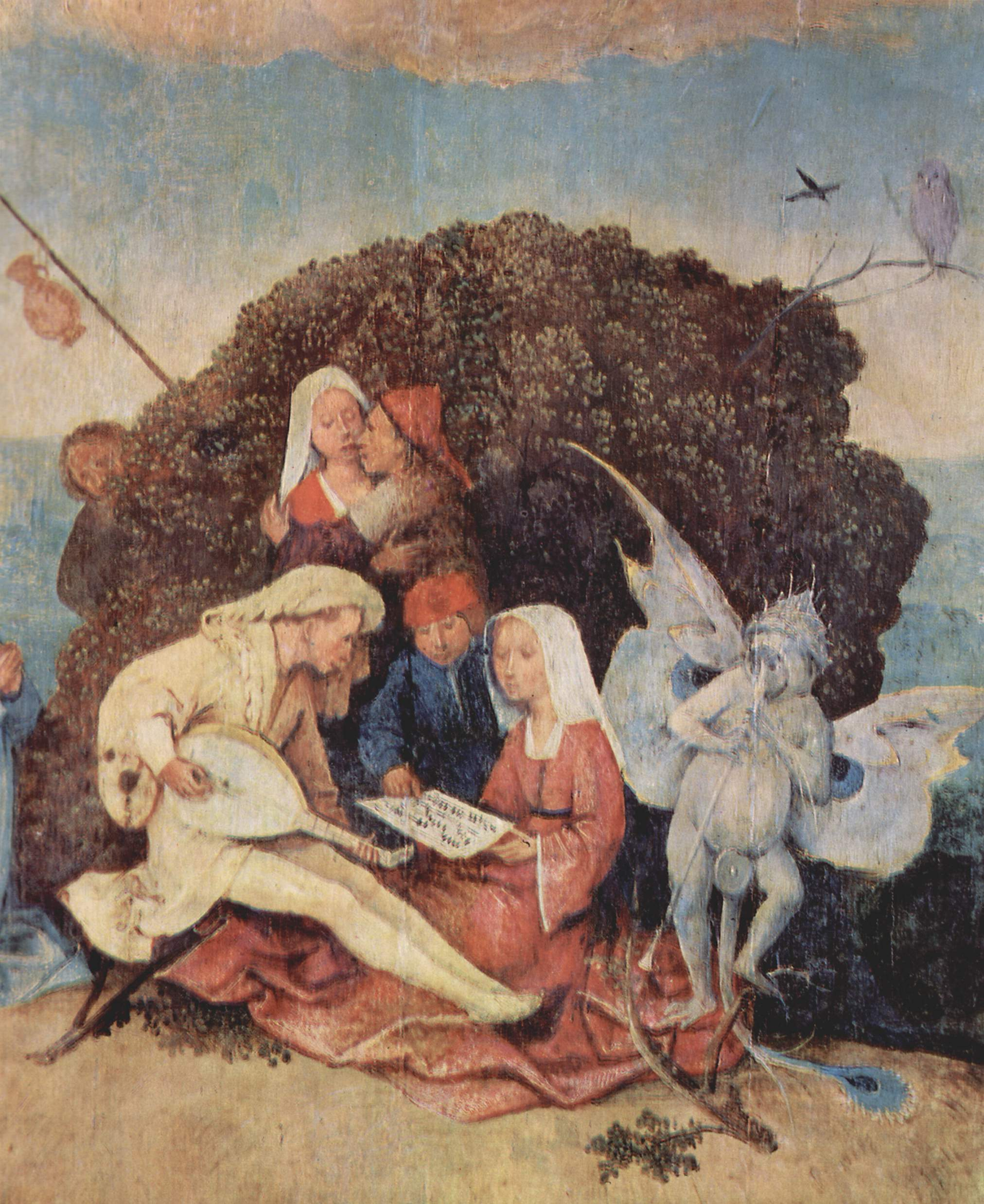
La sommità del carro di fieno

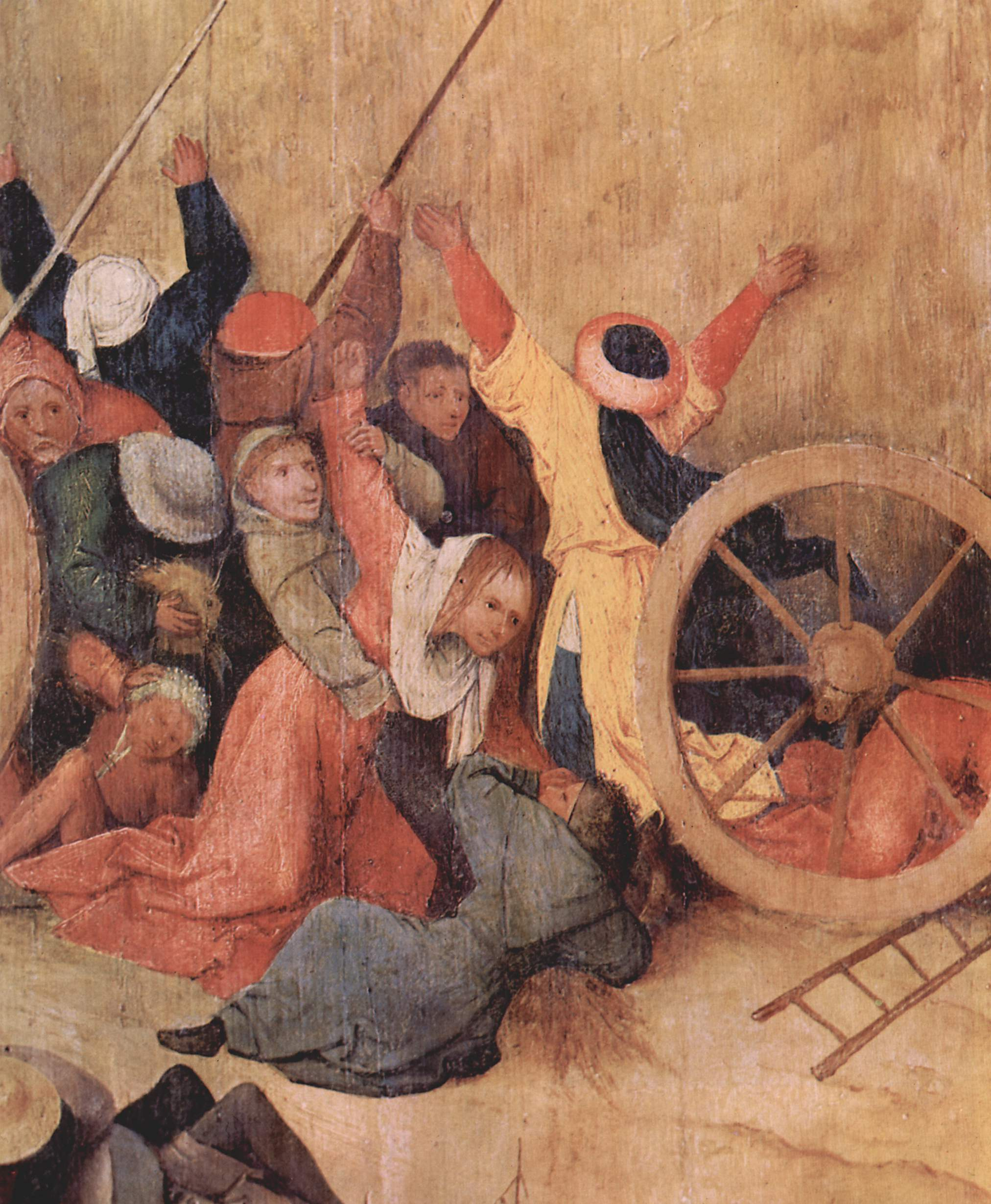
La rissa

Nel pannello centrale è il carro di fieno e la confusione che scatena il suo passaggio. In esso, forse memore della tradizione italiana dei Trionfi, l'artista rappresentò il proverbio, dedicato all'avidità, che dice: «Il mondo è come un carro di fieno, ciascuno ne arraffa quel che può».
Sulla cima del carro si svolge un concertino, a cui partecipano anche un angelo, che si rivolge in preghiera a Gesù apparso in cielo, e un demonio azzurro col naso a tromba e con la coda di pavone, simbolo di vanità. Dietro di loro si vede un cespuglio, in cui una coppia di contadini si bacia. La civetta è simbolo dell'inganno, mentre il demonio azzurro, con la sua dolce musica, rappresenta l'adescameno suadente al peccato. La civetta era infatti usata nella caccia per attirare altri uccelli col suo richiamo, mentre la tromba rimanda al verbo olandese trompen che significa "ingannare". Evidente è il richiamo a un'allegoria della vita, tra piaceri, tentazioni e interventi angelici. La visione pessimistica di Bosch è evidenziata dal fatto che il corteo del carro sia trascinato da diavoli verso destra, cioè verso il pannello con l'Inferno. In basso, attorno al carro, si dimenano i personaggi di ogni estrazione sociale per accaparrarsi il fieno, anche con forconi, scale e altri strumenti, finendo per litigare tra di loro (le due donne), se non addirittura uccidersi (l'uomo col cappello che ne sgozza un altro), con lieve conforto dei religiosi, come il frate che cerca di trattenere, con poco slancio, la donna infuriata..
Dietro il carro si dispone un corteo, guidato dal Re di Francia, dal Papa e dall'Imperatore.
In primo piano si vede poi una serie di personaggi, singoli o in coppia, che raffigurano un'articolata casistica di peccati umani.

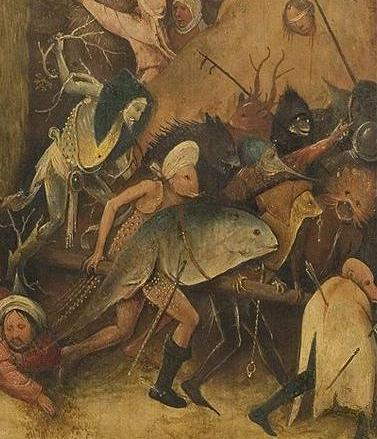
I demoni che trascinano il carro
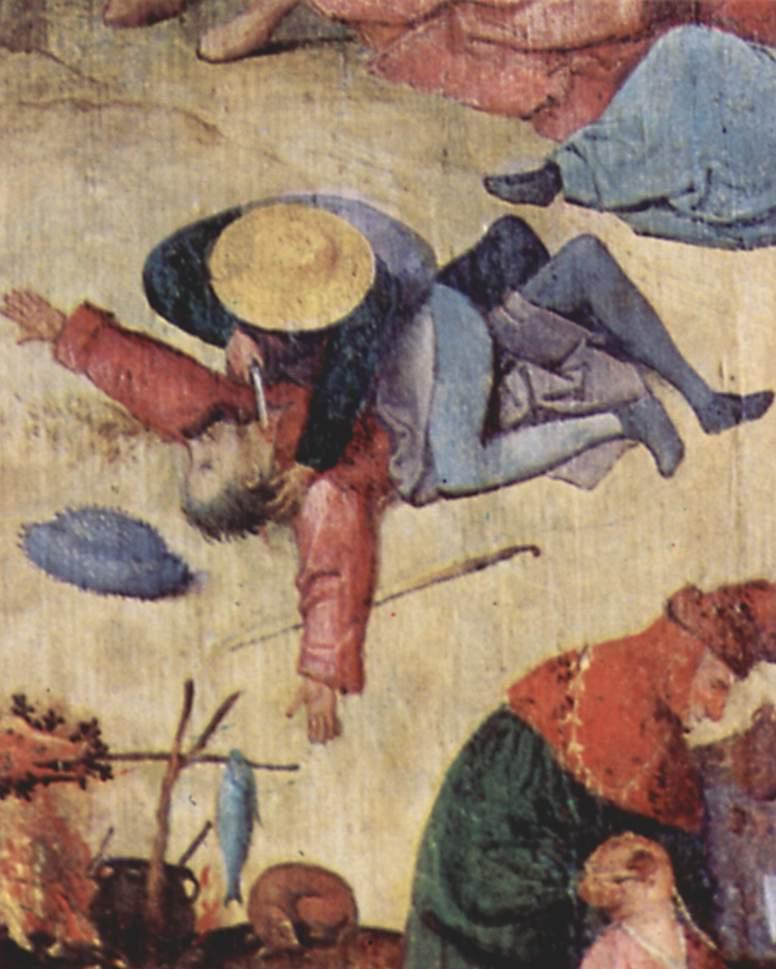
L'omicidio
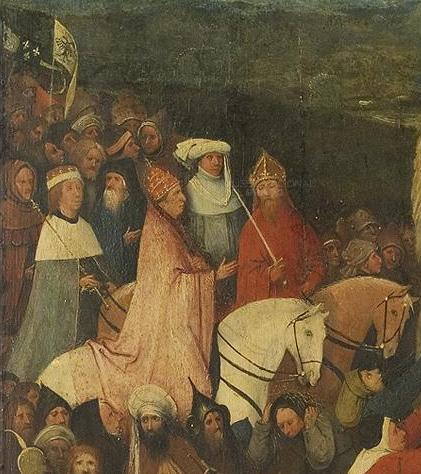
I potenti nel corteo
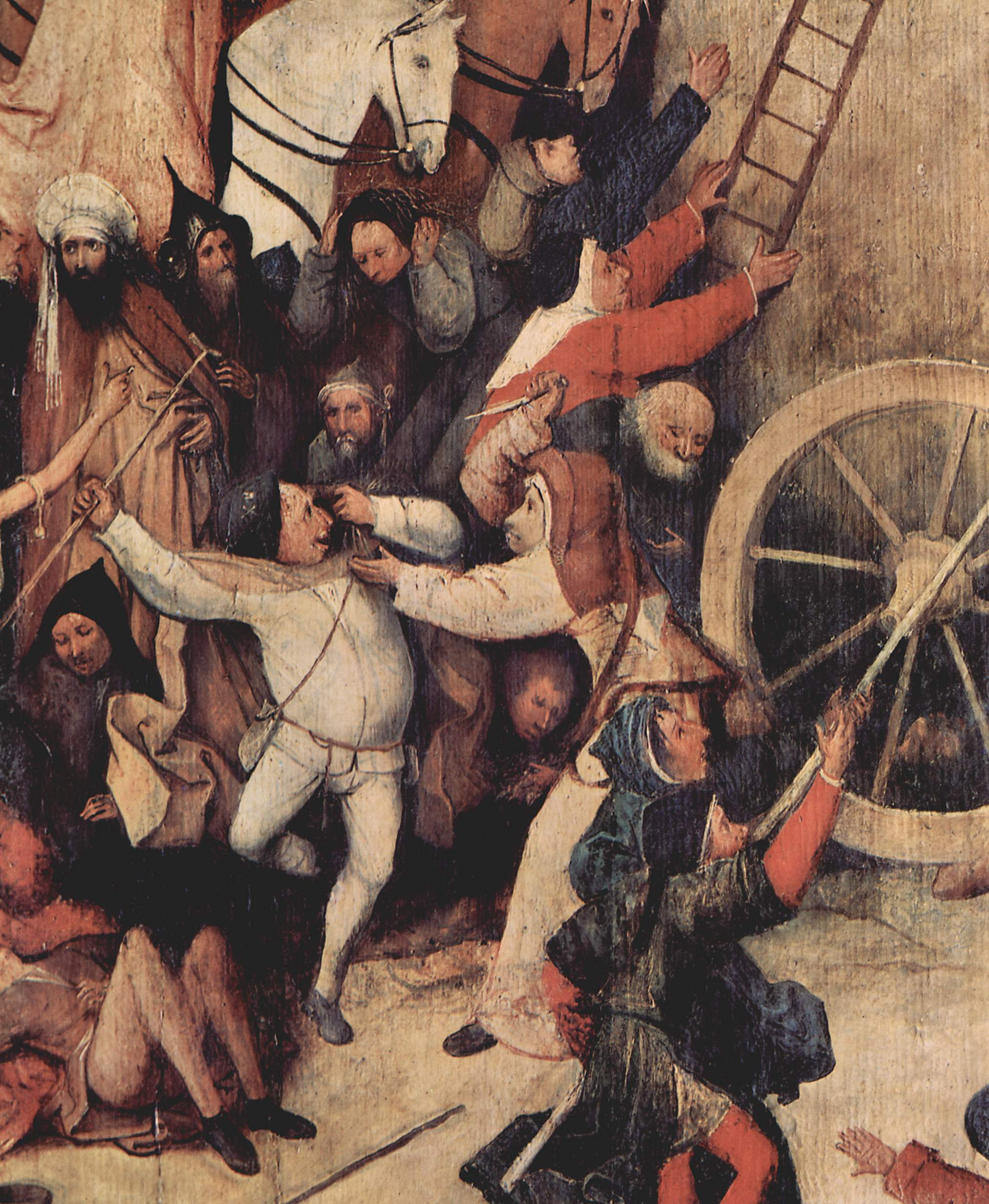
Il corteo
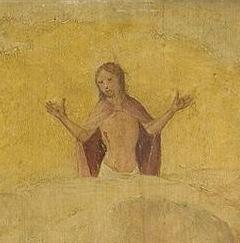
Cristo
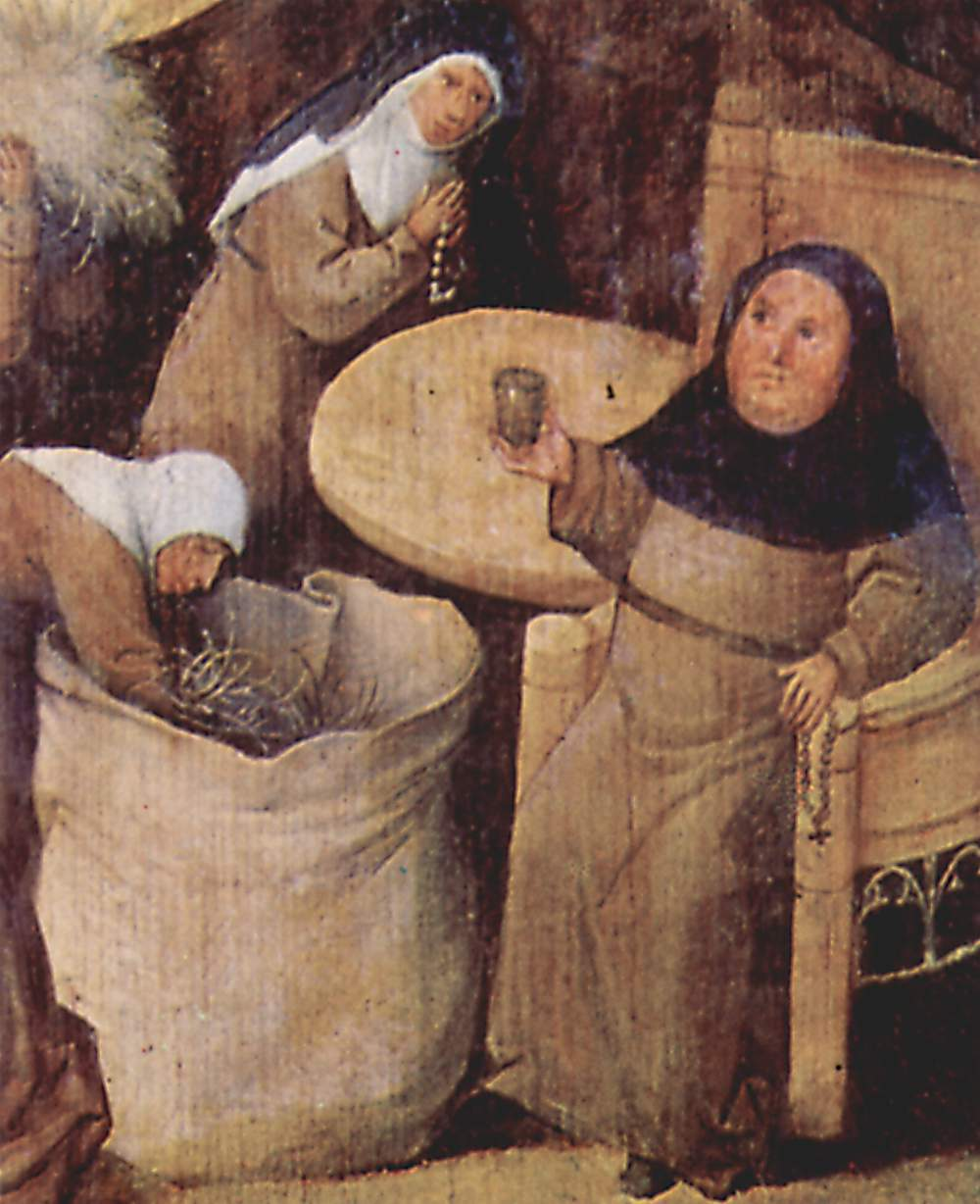
Un frate ingordo e accidioso
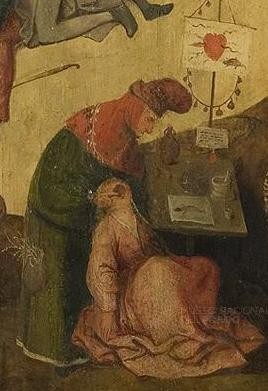
Un ciarlatano
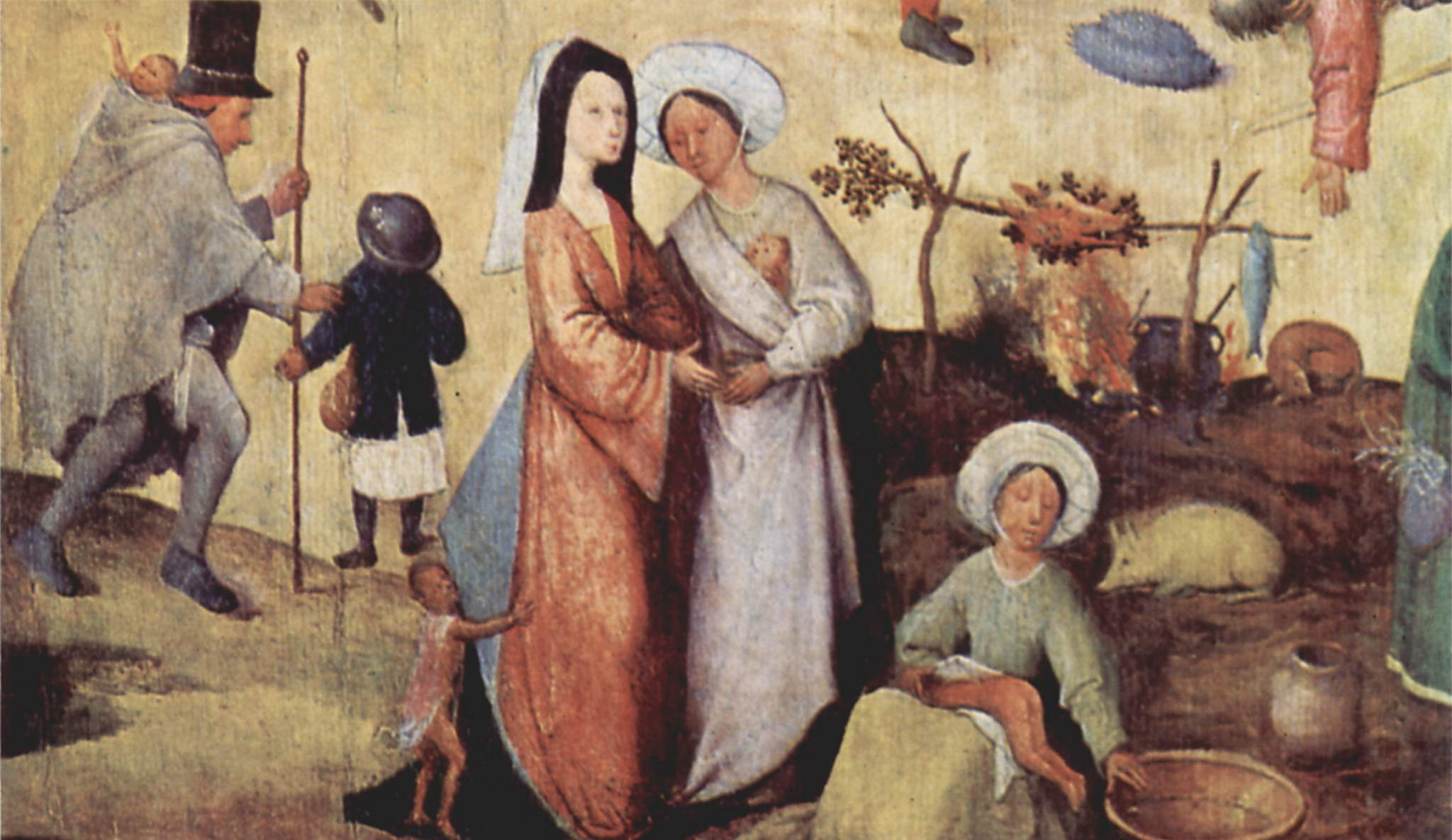
Una donna si fa leggere la mano da una zingara

#### Anta di destra

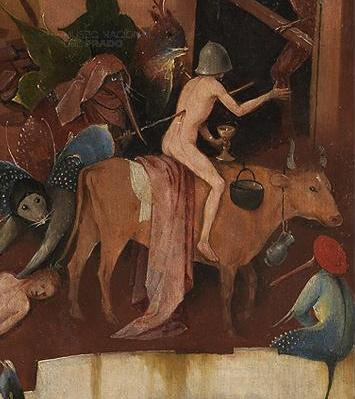
Dettaglio

Nell'anta di destra è raffigurato l'Inferno rappresentato come una città incandescente, con diavoli intenti alla costruzione di una torre, forse ripresa dalla biblica torre di Babele. Lo sfondo è acceso, come in altre opere dell'artista, dai bagliori delle fiamme eterne, un motivo che forse ha una base biografica, quando da adolescente l'artista assistette a un incendio notturno nella sua città, 's-Hertogenbosch.

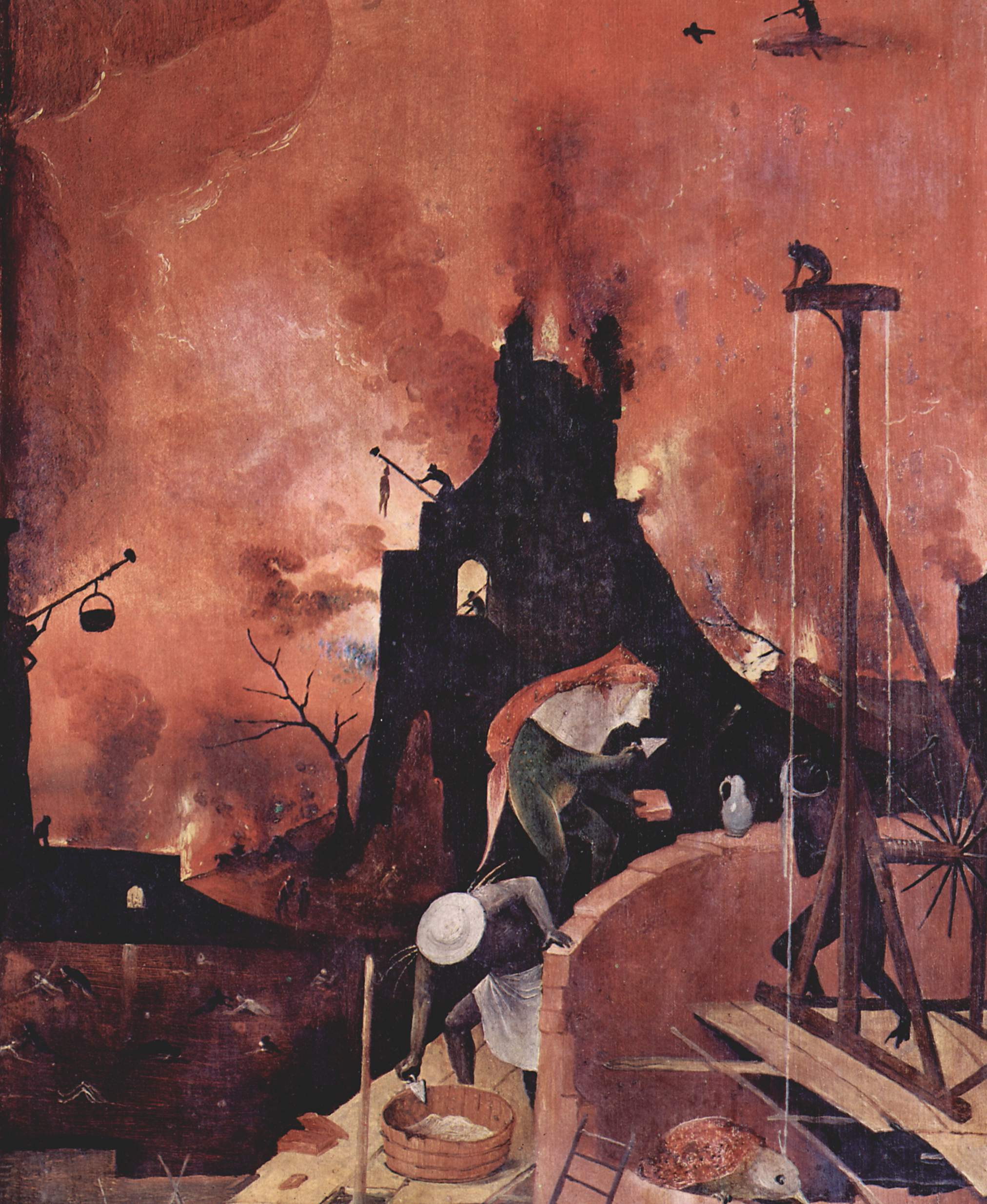
L'incendio